# Іваницький Анатолій Іванович
Івани́цький Анато́лій Іва́нович (* 2 червня 1936, Нікополь) — український музикознавець, дослідник українського музичного фольклору. Професор, доктор мистецтвознавства, член-кореспондент Національної академії наук України, провідний науковий співробітник відділу етномузикології Інституту мистецтвознавства, фольклористики та етнології ім. М. Т. Рильського НАН України. З 2012 року — член-кореспондент НАН України за спеціальністю фольклористика.

## З життєпису
Закінчив Київську консерваторію імені П. І. Чайковського та аспірантуру у відділі фольклористики Інституту мистецтвознавства, фольклористики та етнології ім. М. Т. Рильського. 1973 року захистив кандидатську дисертацію на тему «Композиційні особливості взаємодії слова і музики в українській народній пісні», 1991 року — докторську «Українська народна музична культура».
Член Національної спілки композиторів України.
В 1990-х роках вів на українському радіо авторські програми:
- «Розкажи, бандуро»
- «Фольклорна скарбниця»

Є упорядником музичних матеріалів у збірниках:
- «Чумацькі пісні» (Київ, 1976, 1989)
- «Весільні пісні. Книга перша» (Київ, 1982)
- «Балади» (Київ, 1987, 1989)

Видав наукові праці Климента Квітки — «Вибрані статті» (1985, 1986) та листування Квітки з Філаретом Колессою (1992).
Є автором монографій та навчальних посібників:
- «Українська народна музична творчість» (Київ, 1990, 1999)
- «Українська музична фольклористика: методологія і методика» (Київ, 1997)
- «С. Й. Грица (творчий портрет)» (2002)
- «Основи логіки музичної форми: проблеми походження музики» (2003)
- «Український музичний фольклор» (Вінниця, 2004)
- «Хрестоматія музичного фольклору: з поясненнями та коментарями» (Вінниця, 2008)
- «Історичний синтаксис фольклору: проблеми походження, хронологізації та декодування народної музики» (Вінниця, 2009)

Створені ним навчальні посібники, підручники та типові програми з музично-фольклористичних дисциплін були рекомендовані Міністерством культури і мистецтв та Міністерством освіти і науки України.

## Відзнаки
- Диплом Міністерства вищої та середньої освіти «За досягнення в навчально-виховній та науково-методичній роботі» (1991)
- Знак «Відмінник науки і освіти України»
- Лауреат премії НАН України ім. Ф. Колесси за працю «Історична Хотинщина. Музично-етнографічне дослідження. Збірник фольклору» (2008)